# دستورالعمل‌های رابط انسان

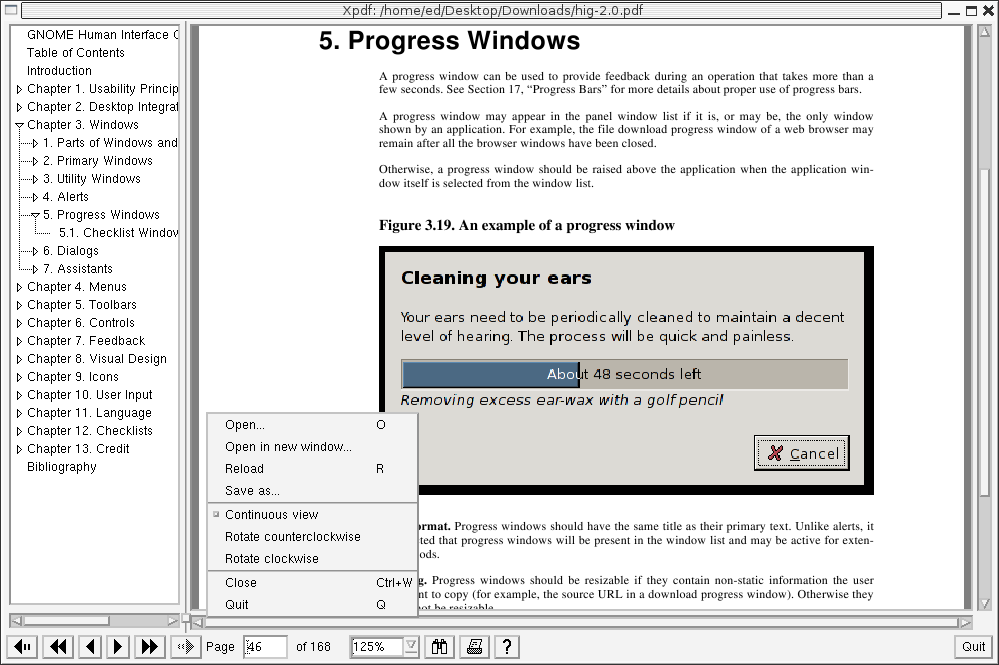
سند نشان داده شده صفحه ای از بخش ۵ «ویندوز پراجس» دستورالعمل‌های رابط انسانی گنوم است.

دستورالعمل‌های رابط انسان (HIG) اسناد توسعهٔ نرم‌افزاری هستند که به توسعه‌دهندگان نرم‌افزار مجموعه‌ای از توصیه‌ها را پیشنهاد می‌دهند. هدف آن‌ها بهبود تجربه برای کاربران است با ساخت رابط‌هایی بیشتر بصری، بیشتر قابل یادگیری، و بیشتر استوار (نامتناقض). اکثر دستورالعمل‌ها خودشان را با تعریف یک Look and Feel برای برنامه‌ها در یک محیط دسکتاپ خاص محدود می‌کنند. دستورالعمل‌ها سیاست‌های خاصی را برمی‌شمارند. سیاست‌ها گاهی برمبنای مطالعات تعامل انسان و رایانه (باصطلاح مطالعات قابلیت استفاده) هستند، اما بیشترشان براساس قراردادهای دلخواه انتخاب شده توسط توسعه‌دهندگان پلتفرم هستند.
هدف اصلی HIG ساخت یک تجربه استوار (نامتناقض) در محیط (عموماً یک سامانه‌عامل یا محیط دسکتاپ) است، که شامل برنامه‌ها و بقیه ابزارهایی است که استفاده می‌شوند. این به معنای هم اعمال طراحی بصری یکسان و هم پدیدآوردن دسترسی و رفتار استوار (نامتناقض) عناصر متداول رابط از ساده‌ها مانند دکمه‌ها و آیکن‌ها تا سازه‌های پیچیده‌تر مانند جعبه‌های محاوره است.
HIGها به منظور کمک به توسعه‌دهندگان پیشنهادها و توصیه‌هایی می‌کنند که باعث ساخت برنامه‌های بهتری می‌شود. گاهی توسعه‌دهندگان اگر فکر کنند که دستورالعمل‌ها مناسب برنامه‌شان نیست عمداً آن‌ها را نقض می‌کنند، یا آزمون قابلیت استفاده نشان می‌دهد مزیتی در انجام این کار وجود دارد. اما به نوبه خود، سازمان‌هایی که HIG منتشر می‌سازند ممکن است استفاده از نرم‌افزاری را منع کنند. رابط کاربری موزیلا فایرفاکس، برای مثال، علیه HIG پروژه گنوم است، که یکی از دلایل اصلی همراهی ایپیفانی به جای فایرفاکس در توزیع گنوم است.

## قلمرو
دستورالعمل‌های رابط انسان غالباً قوانین طراحی بصری، شامل طراحی و سبک آیکن و پنجره را توصیف می‌کنند. غالباً آن‌ها مشخص می‌کنند که چگونه ورودی کاربر و مکانیزم تعامل کار کنند. گذشته از جزئیات قوانین، همچنین گاهی دستورالعمل‌ها پیشنهادهایی که دربارهٔ چگونگی سازماندهی و طراحی برنامه و نوشتن متن رابط کاربری است را گسترش می‌بخشند.

## دستورالعمل‌های کراس پلتفرم
در تضاد با دستورالعمل‌های خاص پلتفرم، دستورالعمل‌های کراس پلتفرم به یک پلتفرم متمایز گره نمی‌خورند. این دستورالعمل‌ها توصیه‌هایی می‌کنند که باید در هر پلتفرمی درست باشند. از آنجایی که این همیشه ممکن نیست، دستورالعمل‌های کراس پلتفرم ممکن است با تطابق علیه حجم کار تحمیل شده سنجیده شوند.